# Giorgio di Saluzzo
Giorgio di Saluzzo, noto anche come Georg von Saluzzo o Georges de Saluce, (prima del 1414 – 4 o 5 novembre 1461), è stato un vescovo cattolico svizzero.
È stato vescovo di Aosta dal 1433 al 1440 e vescovo di Losanna dal 1440 al 1461.

## Biografia
Giorgio era figlio di Eustachio di Monterosso dalla famiglia dei Marchesi di Saluzzo. È citato la prima volta nel 1414. Nel 1424 era arcidiacono a Lione, fu presente dal 1432 nella Curia romana e divenne nel 1433 vescovo di Aosta. Come partecipante al concilio di Basilea elesse nel 1439 Felice V Giorgio fu trasferito nel 1440 a Losanna, come successore di Jean di Prangins, che a sua volta gli successe ad Aosta. Egli era un consigliere dei duchi di Savoia. Durante il suo mandato si svolsero nella sua diocesi due cacce alle streghe.
Nel 1442 la diocesi ospitò per un periodo l'antipapa Felice V, già duca di Savoia.